# Maison Laferrière
Pour les articles homonymes, voir Laferrière.

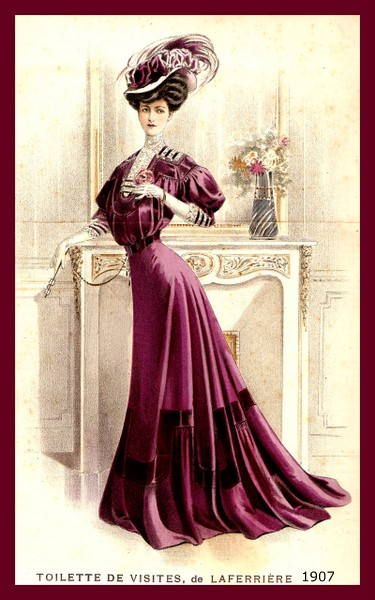

La Maison Laferrière est une ancienne société de couture française. Créée par Madeleine Laferrière en 1847, il s'agit d'abord d'un magasin de confection, ouvert au 28 de la rue Taitbout à Paris. Vers 1900, elle rivalise avec les maisons Doucet, Paquin et Worth.
Elle créa par exemple des robes pour la reine Maud de Norvège.